# هندازه
هندازه (به لاتین: Hindaza) یک روستا در دولت فلسطین است که در استان بیت‌لحم واقع شده‌است. هندازه ۴٬۷۷۹ نفر جمعیت دارد.